# Ángel Tamargo
Bernardino Ángel Tamargo García (Gijón, Asturias, España, 1 de febrero de 1915-10 de enero de 1998) fue un futbolista español que jugaba de centrocampista.

## Clubes
| Club                         | País   | Año       |
| ---------------------------- | ------ | --------- |
| R. D. Oriamendi              | España | 1939-1940 |
| Real Santander               | España | 1940-1941 |
| R. C. Deportivo de La Coruña | España | 1941-1943 |
| Real Madrid C. F.            | España | 1943-1944 |
| Real Gijón                   | España | 1944-1946 |
| Real Oviedo                  | España | 1946-1949 |